# Vznik Československa
Vznik Československa byl proces, který vedl k ustavení samostatného československého státu. Československo bylo vyhlášeno 28. října 1918. Jeho hranice byly vymezeny mírovými smlouvami a z nich vycházejícími rozhodnutími v rámci versailleského mírového systému.

## Souvislosti
V důsledku vyhlášení první světové války 28. července 1914 byly odsunuty národnostní otázky v Rakousko-Uhersku do pozadí. Po počátečních represích zůstávali čeští politici doma pasivní a snažili se nevytvářet záminky k postupům proti nim.
Naproti tomu český exil v čele s bývalým říšským poslancem Tomášem Garriguem Masarykem, francouzským generálem Milanem Rastislavem Štefánikem a diplomatem Edvardem Benešem prosazoval během války u mocností Dohody vznik samostatného státu Čechů a Slováků (Masarykovo a Štefánikovo prohlášení, že Češi jsou Slováci a Slováci Češi, jsme jedno) a územní spojení bývalých Zemí koruny české a Horních Uher. Dne 14. listopadu 1915 v Paříži formulovali své úsilí o vznik samostatného československého státu v Prohlášení Českého komitétu zahraničního zástupci zahraniční sekce (poslanci říšské rady T.G.Masaryk a Josef Dürich, dále za spolky v Rusku Bohumil Čermák, za Národní sdružení v Chicagu Dr. Ludvík Fischer, Karel Pergler a Emanuel Voska, za Výbor české kolonie a českých dobrovolníků v Paříži František Kupka, za Československý socialistický spolek Rovnost v Paříži Antonín Veselý, za České konání v Anglii Jan Sýkora a František Kopecký a za redakci Čechoslováka v Petrohradě Bohdan Pavlů). Akcím za prosazení vzniku a uznání samostatného Československa také napomáhaly různé krajanské sbírky (převážně v USA) a především vznik československých legií.

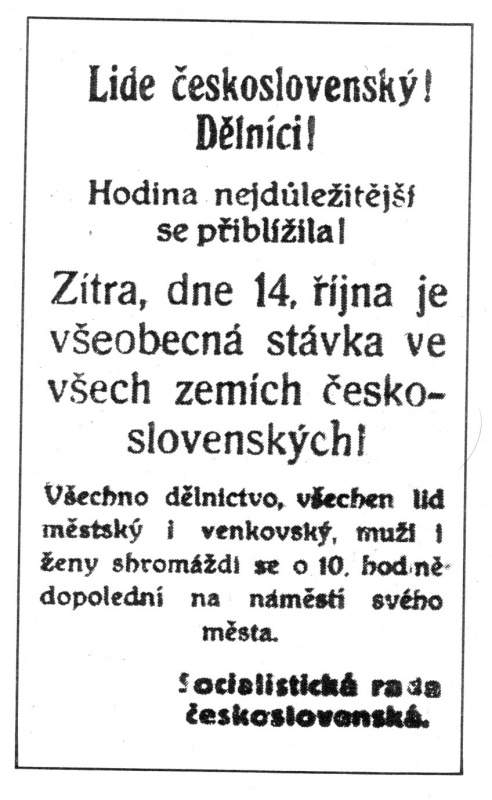
Leták vyzývající ke generální stávce

Československé legie byly původně vytvořené z Čechů žijících v Rusku, 28. září 1914 vznikla Česká družina, která měla být příkladem ke vstupu do carské armády také dalším slovanským menšinám v Rusku (Chorvatům, Srbům atd. a byla pod ruským velením, zpočátku přezíravým a krutým, až příchodem plukovníka Václava Platonoviče Trojanova se poměry zlepšily) a posléze byla doplněná o válečné zajatce, kteří odmítali zůstávat v zajateckých táborech a dobrovolně se rozhodli vstoupit do československého vojska (po Zborovské bitvě v roce 1917 se vstup do československého vojska téměř zautomatizoval) a bojovat proti Rakousku-Uhersku a Německu. I přesto, že jim v případě zajetí hrozil trest smrti za velezradu. Riziko zajetí se zvýšilo i tím, že českoslovenští legionáři byli povětšinou nasazeni do první linie bojů (Italské legie) nebo sloužili pro dobrou znalost německého i slovanského (čeština) jazyka jako vyzvědači (především v Rusku). Jejich vojenské úspěchy (kupř. Zborov, Bachmač, Kazaň) zvýšily povědomí o nespokojenosti českého a slovenského národa. Čechů bylo v legiích kolem 100 tisíc vojáků, Slováků kolem 5 500 vojáků. Původně mělo československé vojsko vzniknout v USA z českých a především slovenských krajanů, jelikož otcem myšlenky byl Štefánik, k tomu ale nedošlo (byl tam prováděn jen omezený výcvik československého legionářského vojska), a proto československé legie převzaly úlohu československého vojska – armády dosud neexistujícího státu. Složit vojsko z původních válečných zajatců bylo velmi problematické (porušení předchozí přísahy, v podstatě se jednalo o poddané Rakouska, které v případě zajetí čekala poprava za vlastizradu, únava z předchozích bojů atd.), což se projevilo později, a proto T. G. Masaryk zajistil ještě před odjezdem z Ruska v únoru 1918, aby byly Československé legie v Rusku součástí Francouzské armády. Roku 1917 kritizovali domácí spisovatelé nečinnost českých poslanců v Říšské radě zveřejněním veřejného prohlášení Manifest českých spisovatelů.

### Leden–září 1918
Domácí politici se objevili na scéně při Tříkrálové deklaraci na počátku ledna 1918. Tento dokument reagoval na zdánlivě bezvýznamné jednání o separátním míru s Ruskem, na které nebyli pozvání zástupci národů Rakousko-Uherska. Deklarace obsahovala požadavek samosprávy. Tím byl zahájen společný postup osamostatnění doma i v zahraničí.
8. ledna 1918 bylo vyhlášeno 14 bodů prezidenta USA Woodrowa Wilsona. Jejich význam pro budoucí československý stát je nesporný, ale toto prohlášení ještě negarantovalo vznik samostatného státu, pouze požadovalo autonomii pro rakousko-uherské národy. Je třeba upozornit na to, že garance samostatnosti přišla až s odpovědí prezidenta Wilsona na nabídku rakouského císaře a uherského krále Karla I. ze dne 16. října 1918.
Masaryk dosáhl v průběhu roku 1918 příslibu uznání nezávislosti od hlavních západních mocností Dohody. V Paříži ustanovil prozatímní československou vládu. Mezitím se politické strany na domácím českém území dohodly na vytvoření Národního výboru československého, který měl připravovat převzetí moci.
Maffie se v září 1918 připravovala na možnost převzetí moci nekrvavým vojenským převratem.
Již v průběhu roku 1918 byl budoucí Československý stát mezinárodně přijat. Československé legie byly de facto uznány za spojeneckou armádu. Československou národní radu uznaly za základ budoucí československé vlády postupně následující státy: 29. června Francie, 9. srpna 1918 Spojené království (Velká Británie), 3. září 1918 Spojené státy americké, 9. září 1918 Japonsko a 3. října 1918 Itálie. Prozatímní československou vládu ustavenou dne 14. října 1918 s předsedou T. G. Masarykem v čele uznaly 15. října 1918 Francie, 23. října 1918 Spojené království a Srbsko, 24. října 1918 Itálie, 4. listopadu 1918 Kuba, 12. listopadu 1918 Spojené státy americké a 24. listopadu 1918 Belgie. Uznání dalších spojeneckých států následovalo. Československo se tak dostalo do zcela výjimečné pozice, jelikož se stalo jediným nástupnickým státem Rakouska-Uherska, jehož budoucí existenci spojenci uznali ještě před konáním Pařížské mírové konference v roce 1919.

### Říjen 1918, pokus o federalizaci Rakouska-Uherska a Washingtonská deklarace

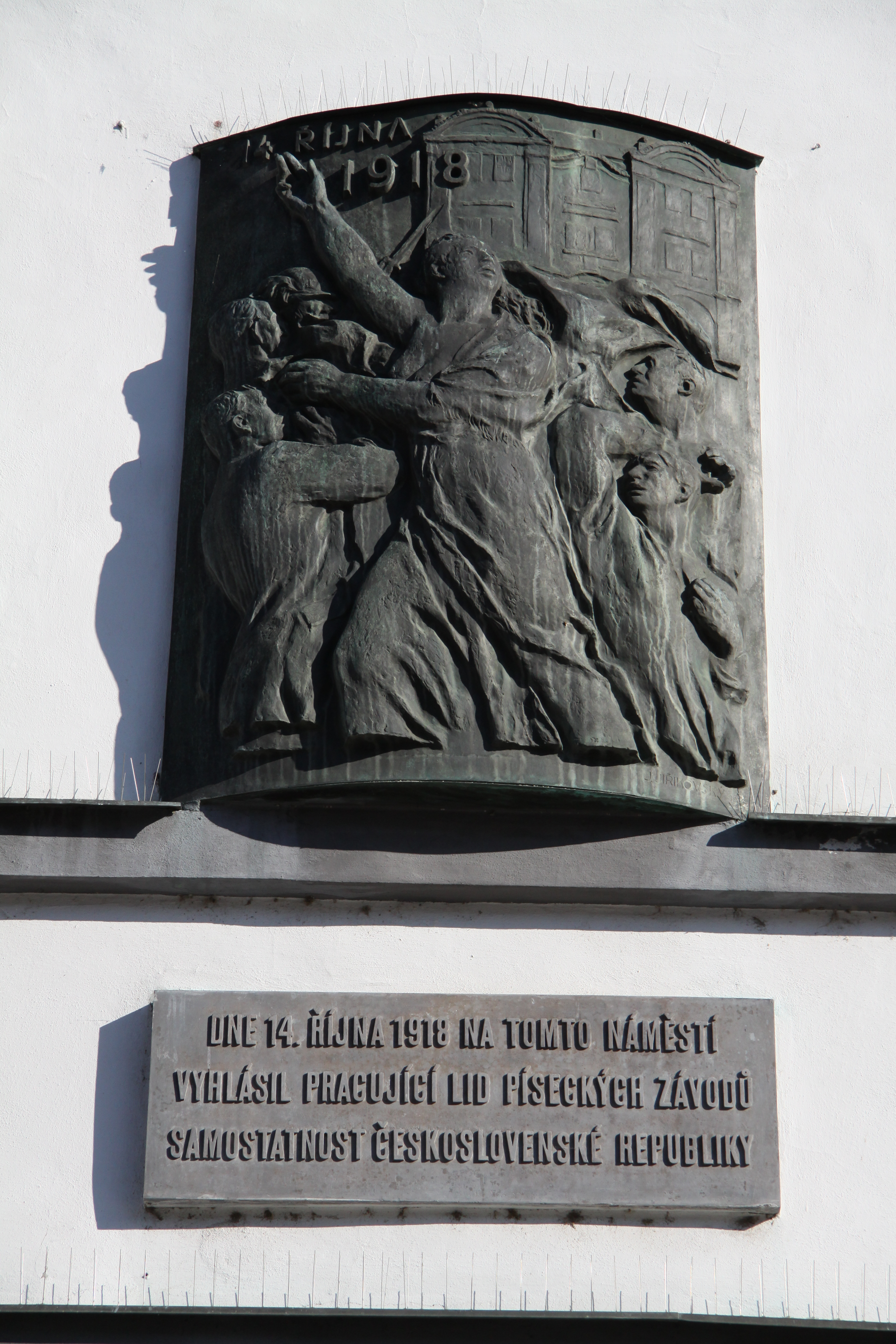
Pamětní deska na Velkém náměstí v Písku upomínající na zdejší vyhlášení nezávislosti Československa dne 14. října 1918

5. října 1918 Německo přišlo s nabídkou příměří, v níž vyjádřilo souhlas s vyjednáváním o podmínkách podle čtrnácti bodů prezidenta Wilsona (následující vyjednávání pak vedlo 11. listopadu 1918 k uzavření tzv. příměří z Compiègne).
Na 14. října svolala Socialistická rada generální stávku a řadu demonstrací, kde měl být vyhlášen socialistický stát nezávislý na Rakousku. Když se o tom dozvěděl zástupce velitele pražské vojenské posádky, maršál Eduard Zanantoni, dal v Praze rozmístit vojsko. Národní výbor se obával krveprolití, snažil se připravené demonstrace odvolat a distancoval se od zamýšleného vyhlášení samostatnosti, demonstrace se ale odvolat nepodařilo. K násilí ale nedošlo. Někteří z vůdců Socialistické rady byli posléze zatčeni.
Tyto události vyděsily rakousko-uherskou vládu, která se velmi obávala chaosu a vzestupu bolševismu. 16. října do Prahy poslala majora Rudolfa Kalhouse, aby s českými vůdci dohodl udržení kázně u českých pluků. Rašín mu to slíbil výměnou za slib lepšího přístupu Vídně vůči Čechům.
16. října 1918 byla zveřejněna poslední rakouská nabídka adresovaná prezidentu Wilsonovi, tzv. Národní manifest. Byla předána Rakouskem švédské diplomacii již 7. října, kdy Karel I. se ještě na poslední chvíli snažil zachránit svoji monarchii. Jeho nabídka byla ze strany USA za dva dny odmítnuta. Nabídka zahrnovala autonomii pro Čechy, ale pouze pro ně, pro Slováky nikoliv. Neřešila řadu problémů: Polsko, národy v Uhersku (Uhersko bylo z federalizace úplně vyloučeno a mělo si zachovat centralizovanou monarchii), chybělo také řešení jihoslovanské otázky atd. Citát: „Rakousko se má státi, jak tomu chtějí jeho národové, státem spolkovým, v němž každý národní kmen tvoří svůj vlastní státní útvar na území, jež obývá. Tím se nijak nepředbíhá spojení polských území Rakouska s polským neodvislým státem. Městu Terstu s obvodem dostane se podle přání jeho obyvatelstva postavení zvláštního. Tato nová úprava, která se nijak nedotýká celistvosti zemí Svaté koruny uherské…“. Odmítnutím Karlova manifestu jeho hlavními protivníky, tedy Spojenými státy, Francií a Spojeným královstvím, došlo k rozpadu monarchie a v této souvislosti ke vzniku Československa. 19. října tento manifest odmítl také Národní výbor.
17. října bylo T. G. Masarykem zasláno prezidentu Wilsonovi „Prohlášení nezávislosti československého národa“, aby se mohl připravit na odpověď Habsburkům. Tento text byl později označen jako Washingtonská deklarace. Masaryk o plánech Karla I. Habsburského na federalizaci věděl a proto text prohlášení připravil se svými spolupracovníky; z části na něm pracoval přímo sám.
18. října Wilson odepsal Masarykovi, že deklaraci četl, dojala ho a již dává odpověď Rakousku, se kterou bude Masaryk spokojen. Washingtonská deklarace Čechoslováků byla ještě téhož dne vyhlášena v Paříži. Důležitější ale je, že 18. října obdržel také švédský velvyslanec působící ve Washingtonu Wilsonovu odpověď pro Rakousko-Uhersko (Švédsko bylo pověřeno zastupováním zájmů Rakouska-Uherska vůči USA). Na počátku Wilsonovy odpovědi, kterou velvyslanci Švédska předal Robert Lansing, nenechal prezident USA rakouské vládní kruhy na pochybách o tom, že pouhá autonomie rakousko-uherských národů (požadavek, který Wilson zapsal ještě 8. ledna 1918 do svých čtrnácti bodů) nemůže už sloužit jako podklad pro mír. Citát: „Mezi Čechoslováky a říší německou i rakousko-uherskou je stav válečný a Národní rada je de facto válčící strana … a ony, ne on (poznámka: Karel I.), mají býti soudci nad tím, které akce na straně vlády rakousko-uherské uspokojí aspirace a mínění národů o jejich právech a o určení jejich jakožto členů rodiny národů…“.
20. října ve 3 hodiny odpoledne byla americkým velvyslanectvím v Paříži úředně Benešovi sdělena odpověď prezidenta Wilsona rakousko-uherské vládě, tedy, že mír bude jen za podmínky uznání samostatnosti Čechoslováků a Jihoslovanů.
22. října se sešel císař Karel I. s místopředsedou Národního výboru Československého Václavem Klofáčem a žádal ho, aby se následující události obešly bez krveprolití. Také velení pražské vojenské posádky souhlasilo, že nebude klást událostem žádný odpor a úloha vojska se omezí pouze na udržení pořádku. 25. října jednali Maďaři s Milanem Hodžou a dalšími slovenskými politiky, nabídli vytvoření zvláštního slovenského ministerstva.
26. října byla ve Spojených státech podepsána Filadelfská dohoda mezi T. G. Masarykem a předsedou Americké národní rady Uhro-Rusínů Grigorijem Žatkovičem o připojení území budoucí Podkarpatské Rusi k Československu. 26. října také císař Karel I. vypověděl spojenectví s Německem a 27. října Rakousko-Uhersko nótou ministra zahraničí Andrássyho přijalo podmínky prezidenta Wilsona pro jednání o příměří.

## Události 28. října 1918

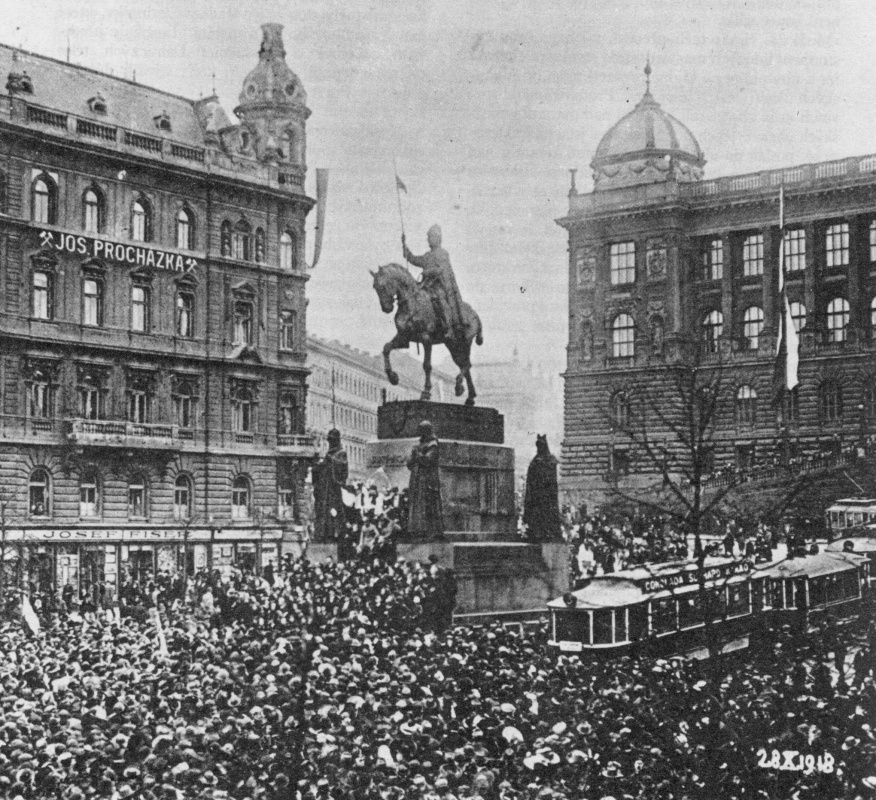
Demonstrace na Václavském náměstí 28. 10. 1918

Dne 28. října 1918 zahájila v Ženevě delegace Národního výboru vedená Karlem Kramářem jednání s představitelem protirakouského zahraničního odboje Edvardem Benešem o vytvoření a podobě samostatného Československého státu. Mimo jiné dospěli k dohodě, že nový stát bude republikou (byla uvažována i monarchie), prezidentem se stane Masaryk, Kramář bude předsedou vlády. Téhož dne kolem 9. hodiny ranní se vydali Antonín Švehla a František Soukup jménem Národního výboru převzít Válečný obilní ústav v Praze, aby zabránili odvozu obilí na frontu, a nechali zaměstnance ústavu přísahat věrnost nově vznikajícímu státu. Poté se rozšířila zpráva o uznání podmínek míru Rakousko-Uherskem.
Podmínky obsahovaly i uznání autonomie národů Rakousko-Uherska, které si lid vyložil jako uznání nezávislosti. Tato zpráva se stala impulsem k živelným demonstracím, při nichž lid jásal v ulicích a ničil symboly Rakousko-Uherska. Na Václavském náměstí u pomníku svatého Václava promluvil k davům kněz Isidor Zahradník a vyhlásil samostatný Československý stát.
Večer 28. října vydal Národní výbor první zákon, zákon o zřízení samostatného státu československého, a poté bylo ještě zveřejněno provolání Národního výboru „Lide československý. Tvůj odvěký sen se stal skutkem …“ Pod oběma dokumenty byli podepsáni Antonín Švehla, Alois Rašín, Jiří Stříbrný, Vavro Šrobár a František Soukup – později zvaní „Muži 28. října“. Tentýž den byli do Národního výboru přibráni 4 zástupci, zástupci Němců a Maďarů nebyli přizváni.

## Vyvrcholení převratu

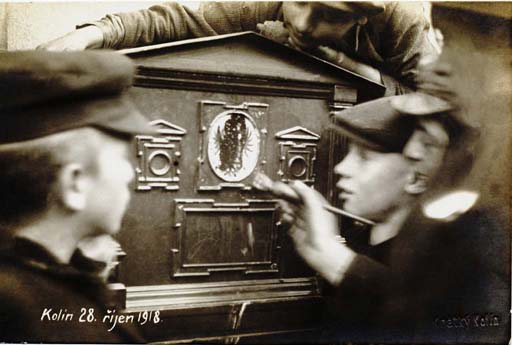
Zamalovávání rakousko-uherských symbolů na poštovní schránce

29. října jednal Národní výbor s českým místodržitelem Maxem Coudenhovem o převzetí moci. Výsledkem byl kompromis, když se Národní výbor přihlásil k prozatímnímu zřízení veřejné správy. Navečer se pražské vojenské velitelství pokusilo vyprovokovat s Národním výborem střetnutí. Téhož dne se němečtí poslanci usnesli vydělit ze severního pohraničí Čech provincii Německé Čechy (Deutschböhmen) a začlenit ji jako autonomní jednotku do příštího Německého Rakouska. Ve dnech 29.–30. října se konstituovala československá státní moc v Brně, Plzni, Ostravě, Olomouci, Hradci Králové, Pardubicích a na dalších místech.
Německý generální konzul v Praze a hlavní reprezentant německé vlády v českých zemích v dané době, Fritz Gebsattel, ve stejný den blahopřál Národnímu výboru k revoluci a přál si co nejrychlejší navázání diplomatických vztahů se vznikající ČSR. Jeho hlavním cílem bylo zajištění bezpečnosti německých občanů, kteří v té době pobývali na území českých zemí.
30. říjen byl závěrečným dnem pražského převratu. Rakouské vojenské velitelství kapitulovalo před Národním výborem, protože maďarští a rumunští vojáci odmítli bojovat. Téhož dne se v Turčianském Svätém Martinu sjelo 200 politických vůdců Slovenska, přijali Martinskou deklaraci, na jejímž základě se Slovensko připojilo k českým zemím, a ustanovili dvacetičlennou Slovenskou národní radu jako výkonný orgán v čele s předsedou Slovenské národní strany Matúšem Dulou. Deklarace byla přijata bez hlasování, tedy pouhým hlasitým souhlasem vůdců Slovenska. Tímto aktem se zřekli uherské nadvlády a Uhersku odepřeli právo mluvit jménem slovenského národa.
V Ženevě vyvrcholila jednání představitelů Národního výboru. Sudetoněmecký poslanec R. Lodgmann von Auen jednal s Národním výborem, který chtěl získat německé politiky ke spolupráci na vytvoření československého státu. Lodgmann však tuto spolupráci odmítl. Němečtí poslanci ze severovýchodu Čech, severu Moravy a Slezska v čele s R. Freisslerem vyhlásili zřízení provincie Sudetsko (Sudetenland) a její připojení k Rakousku.
Ve stejný den Fritz Gebsattel doporučoval německé vládě navázání diplomatických vztahů s ČSR.
31. října byla v podání Maďarské národní rady završena i revoluce v celých Uhrách, vznikla liberální vláda a v jejím čele stanul Mihály Károlyi. Vláda zaslala do Martina Slovenské národní radě oficiální pozdrav, ve kterém se zřekla dřívější maďarizace prováděné uherskou vládou a nastínila budoucí soužití Maďarů se Slováky v maďarském státě. Tuto budoucnost však Slovenská národní rada striktně odmítla. Problémem však bylo, že Slovenská národní rada ovládala jen omezené území a bylo tak zapotřebí vojenské pomoci z české části soustátí. Navíc bylo potřeba prakticky zcela vybudovat celý slovenský státní aparát, který byl v té době v rozpadu.

## Další události
Po vyhlášení samostatnosti Československa se konaly ve městech i v obcích oslavy, slavnostní průvody a bohoslužby. Lid jásal nad nabytou samostatností i nad koncem války. Při těchto oslavách docházelo k ničení státních symbolů Rakouska-Uherska, ale též k ničení věcí, které habsburskou monarchii byť jen připomínaly. Např. v Praze byla na Staroměstském náměstí za přihlížení davu stržena 3. listopadu 1918 skupinou žižkovských hasičů pod vedením Franty Sauera historická památka – mariánský sloup, který tu byl postaven v roce 1650 jako poděkování Panně Marii za obhájení Prahy před švédskými vojsky v roce 1648.
2. listopadu navštívil Fritz Gebsattel, německý konzul v Praze, Národní výbor, kde ho vyslechli Švehla, Stříbrný a Soukup a oznámil jim, že německá vláda uznává ČSR a nemá nic proti navázání diplomatických vztahů. Toto však prohlásil bez předchozí konzultace s německou vládou, aby zajistil bezpečí německých obyvatel. Německá vláda toto nakonec potvrdila s výhradou, že k uznání ČSR dojde až ve chvíli uznání tzv. Německého Rakouska Československem, a až ČSR vyšle do Německa svého zmocněnce. Fritz Gebsattel poté navštívil Národní výbor ještě několikrát.

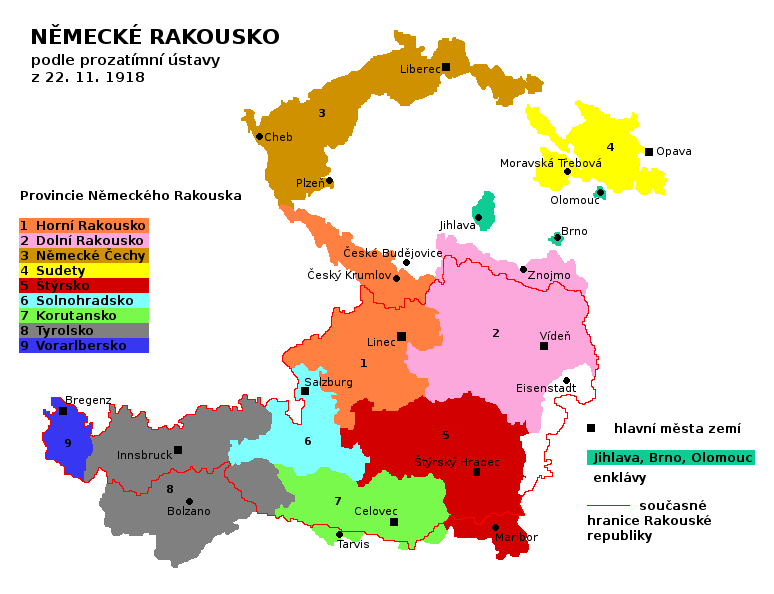
Požadavky na území Německého Rakouska

3. listopadu zástupci německého obyvatelstva na jižní Moravě proklamovali ustanovení provincie Deutschsüdmähren a zástupci Němců v jižních Čechách vznik provincie Böhmerwaldgau, které měly být připojeny k Německému Rakousku. Ve stejný den překročily první české vojenské oddíly v celkové síle asi 1 100 vojáků a četníků uherské hranice. Jednotky měly sloužit jako předvoj větší armády, která měla postupně přicházet z dalších bojišť, především pak z Francie a Itálie. I v takto malém počtu osvobodily Malacky a další obce v okolí.
4. listopadu 1918 byla ustanovena zatímní slovenská vláda ve složení Vávro Šrobár (předseda), Ivan Dérer, Pavel Blaho a Anton Štefánek. Vláda úřadovala ve Skalici, která se nachází těsně u moravských hranic. Vláda měla pravomoc nabírat nové slovenské vojáky. Spolu s nimi se na Slovensko odebralo i 100 četníků jako jejich ochrana.

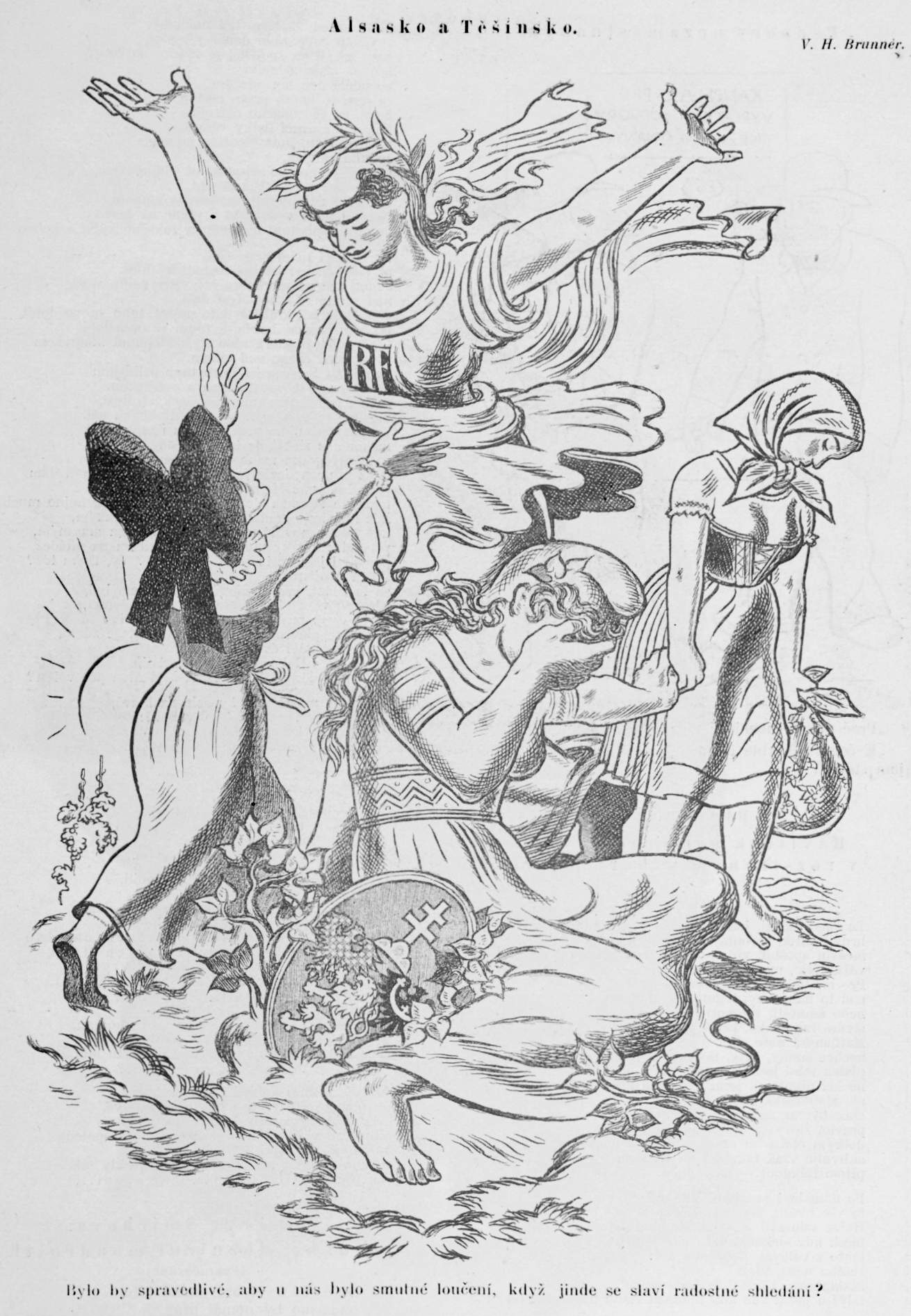
Dobová karikatura, srovnávající návrat Alsaska Francii se ztrátou části Těšínska

9. listopadu 1918 Americká národní rada uherských Rusínů v pensylvánském Scrantonu souhlasila s plánem připojit Podkarpatskou Rus k Československu.
13. listopadu byla schválená prozatímní ústava ČSR, která rozšířila národní výbor na 256 členů a přejmenovala jej na Revoluční národní shromáždění. Ve stejný den byl v Bělehradě podepsáno příměří mezi Maďarskem a Spojenci. V 17. článku tohoto příměří bylo uvedeno, že se pod správou Maďarska prozatím ponechává veškeré území Uher s výjimkou Chorvatska a Slavonie. Na základě tohoto článku pak Maďaři považovali pronikání českých vojáků na slovenské území za agresi. Maďarům se navíc dařilo ze slovenského území vytlačovat české vojenské síly. Téhož dne se tak dostali do Trnavy, další den do Žiliny a za dva dny i do Martina, kde zajali předsedu Slovenské národní rady Matúše Dulu. Ten však byl velmi brzy propuštěn.
14. listopadu se poprvé sešlo národní shromáždění, kde jeho předseda Karel Kramář oznámil konec vlády Habsburské monarchie v českých zemích, vyhlásil republiku československou a zahájil volbu prezidenta. Prezidentem byl aklamací zvolen Tomáš Garrigue Masaryk. Následovalo zvolení vedení národního shromáždění a první vlády, do jehož čela byl zvolen Karel Kramář.
17. listopadu přijel do Prahy maďarský emisar Géza Supka s oficiální nótou oznamující právo převzetí území Slovenska Maďarskem na základě bělehradského příměří. Československo odpovědělo, že samostatnost ČSR byla uznána Spojenci již před podepsáním příměří, a proto v té době nebylo Slovensko součástí Maďarska a nemá na jeho území nárok. Následně Edvard Beneš stanovil hranice Slovenska, se kterými souhlasili i představitelé Francie.
25. listopadu oficiálním dopisem francouzskému ministru Pichonovi požádal Beneš o stažení maďarské vojenské síly z území Slovenska, což bylo o dva dny stejným způsobem potvrzeno.
29. listopadu obsadila rodící se československá armáda Most a zahájila tak vojenskou likvidaci sudetoněmeckých provincií. Do konce roku převzala armáda správu těchto území. Nálada se v německých oblastech opět vyostřila v březnu 1919, když české úřady zakázaly českým Němcům zúčastnit se voleb do rakouského parlamentu. Při následných demonstracích 4. března 1919 bylo českou armádou zabito 54 osob a 84 osob bylo zraněno. Tento březnový incident značně poznamenal další česko-německé vztahy.
10. prosince Národní shromáždění vydalo zákon o zrušení šlechtických titulů a řádů (č. 61/1918 Sb.) a 19. prosince zákon o osmihodinové pracovní době (č. 91/1918 Sb.).
19. prosince 1918 vydalo francouzské ministerstvo zahraničí prohlášení, že Československo jako spojenecký stát má právo podržet až do rozhodnutí mírové konference území v rámci historických hranic českých zemí.  

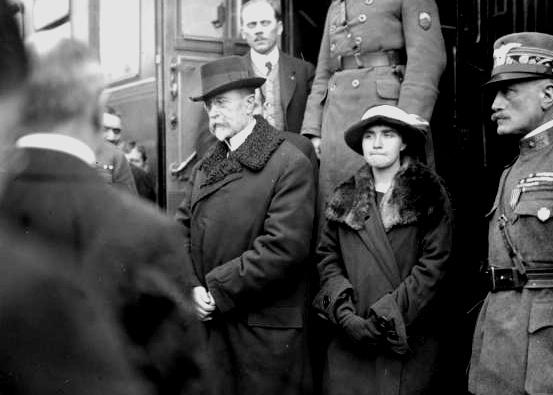
Prezident „Osvoboditel“ v Táboře 21. prosince 1918

V pátek 20. prosince 1918 byl prezident Tomáš Garrigue Masaryk slavnostně uvítán Národním shromážděním v železniční stanici Horní Dvořiště a veřejně poprvé vystoupil na zcela zaplněném velkém náměstí v Českých Budějovicích. Ještě v Horním Dvořišti si prezident Masaryk postěžoval předsedovi ústavního výboru parlamentu Alfrédu Meissnerovi, že je nespokojen s pravomocemi prezidenta, které mu byly dány v prozatímní ústavě.
21. prosince 1918 se vrátil prezident Masaryk do Prahy. Při jeho triumfální cestě vlakem z Českých Budějovic jej v železničních stanicích na trase (zastávky Veselí-Mezimostí, Tábor, Benešov) do hlavního města vítaly tisíce občanů. V jednu hodinu odpoledne vystoupil z vlaku na nádraží císaře Františka Josefa, a poté zamířil do tehdejší královské čekárny, kde se pozdravil s reprezentací země (mimo jiné na něj čekali ministři, podnikatelé a přátelé). Byl oblečen v zimníku, pod kterým měl žaketový oblek s pruhovanými kalhotami. Po přivítání s Karlem Kramářem, prvním premiérem ČSR, pronesl Masaryk svůj první proslov. Následně mu Sylva Macharová, dcera básníka Josefa Svatopluka Machara, předala proutek vavřínu s bílou stuhou. Tento motiv poté využil Max Švabinský při tvorbě prvního oficiálního prezidentského portrétu. Ve čtyři hodiny odpoledne složil Masaryk ve sněmovně na Malé Straně prezidentský slib, a poté nastoupil do přistaveného vozidla a odjel za svou manželkou Charlottou na Veleslavín, kde se v tamním sanatoriu již od května 1918 léčila (setrvala zde až do dubna 1919).
V neděli 22. prosince 1918 přednesl Masaryk na Pražském hradě své první poselství, ve kterém nastínil koncepci československého státu.
24. prosince se Maďarsko podvolilo nótě Dohody o stanovení demarkační čáry na Slovensku, do 20. ledna 1919 obsadila československá armáda zbytek Slovenska. 21. ledna zaslala československá vláda polské vládě memorandum, které fakticky ohlašovalo vojenské obsazování Těšínska. Boje trvaly do 30. ledna, dohoda o nové demarkační čáře byla podepsána 3. února.
25. února 1919 byl vydán zákon o okolkování bankovek Rakousko-Uherské banky a bylo zahájeno vytváření vlastní československé měny. 25. března bylo na Slovensku vyhlášeno stanné právo proti vůdcům bolševického hnutí, což bylo reakcí na vznik Maďarské republiky rad. 27. března překročily oddíly československé armády demarkační čáru s Maďarskem a zahájily intervenci proti Maďarské republice rad.
16. dubna byl přijat zákon o pozemkové reformě, který rozhodl o záboru pozemkového majetku nad 150 hektarů zemědělské půdy nebo 250 hektarů půdy vůbec.
4. května zahynul při letecké nehodě Milan Rastislav Štefánik.
8. května se v Užhorodě uskutečnila porada rusínských národních rad, která potvrdila výsledek plebiscitu o připojení Podkarpatské Rusi k Československu.

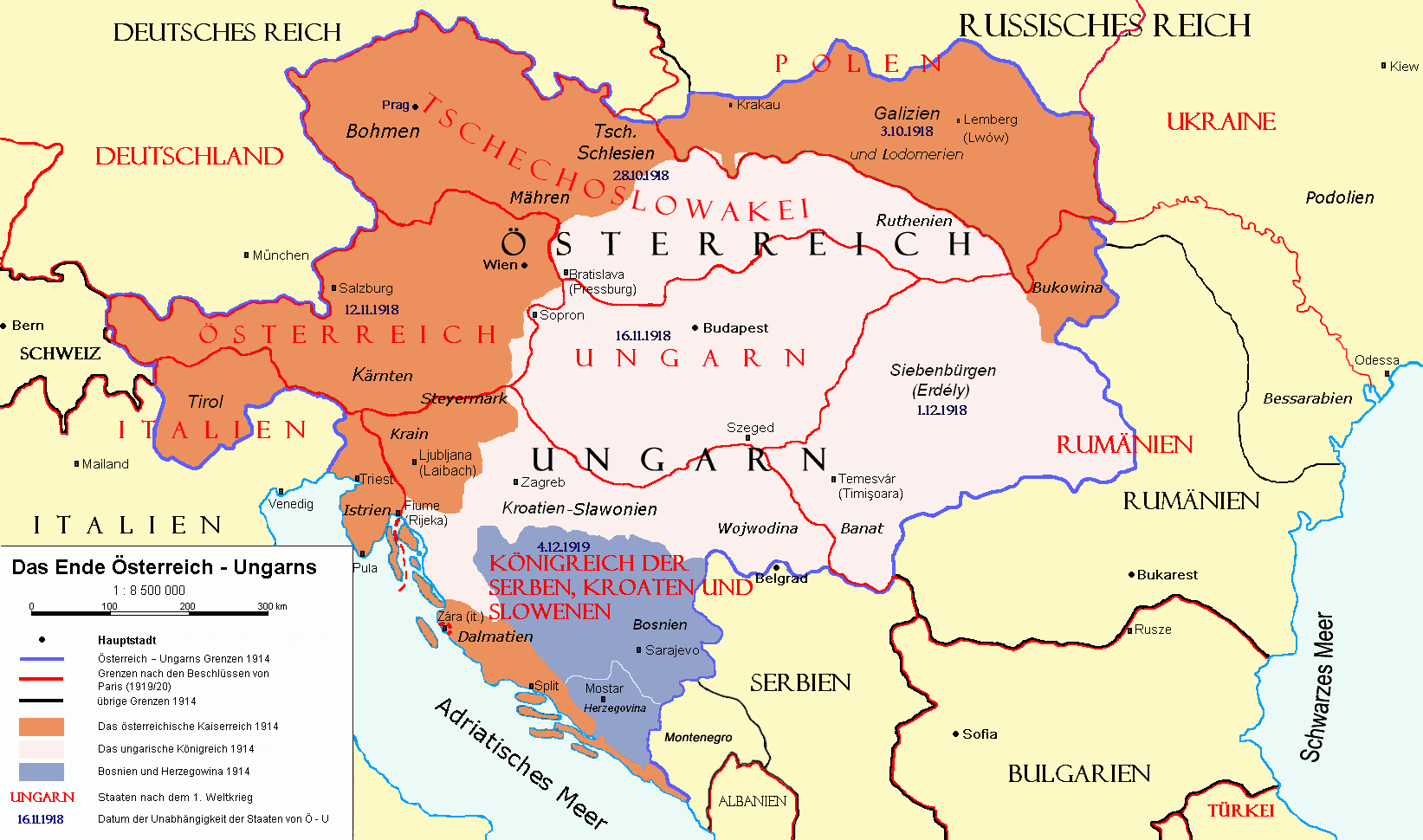
Rozpad rakousko-uherské monarchie

20. května přešla Maďarská republika rad do protiútoku a její armáda vtrhla na Slovensko, kde byla na jihu Slovenska 16. června vyhlášena Slovenská republika rad. Po bitvě o Zvolen však musela maďarská vojska ze Slovenska postupně ustoupit a Slovenská republika rad zanikla.

## Mírová konference v Paříži
Na mírové konferenci v Paříži zastupoval Československo Edvard Beneš, který předložil státníkům celou řadu memorand týkajících se nově vzniklého Československého státu. Jedním z dokumentů, které zde Beneš předložil, byla Nóta o národnostním režimu v Československé republice, v níž přislíbil, že tato nově vzniklá republika „zamýšlí vybudovat organizaci státu na přijetí národních práv a zásad uplatňovaných v ústavě Švýcarské republiky“. Dále bylo v nótě uvedeno např. to, že oficiálním jazykem v Československu bude čeština a rovnoprávným jazykem s češtinou bude němčina, nebo také, že veřejné úřady budou otevřeny všem národnostem obývajícím území republiky. Některé ze slibů daných v této nótě následně splněny nebyly, např. v roce 1926 tak bylo v Československu dáno zákonem, že osoby zaměstnané ve státní službě musí ovládat státní jazyk – a tím němčina nebyla. Beneš na konferenci předložil také návrh na vytvoření koridoru (pásu země), který by zaručoval spojení Prahy s Terstem, případně s Hamburkem (uvažovalo se ale i o Koblenzi). Tato snaha spojit Československo s mořem vycházela z myšlenky T. G. Masaryka, který již v roce 1915 předložil britskému ministrovi zahraničních věcí plán na vytvoření společného státu Čechů, Srbů a Chorvatů (přesněji – předpokládané „Svobodné Čechy“ se měly spojit s předpokládaným „Srbochorvatskem“). Československý požadavek na vznik koridoru byl na konferenci zamítnut. Výsledkem usilovných snah o československo – jugoslávské spojenectví (snaha byla především ze strany Československa, které se cítilo ohroženo sousedními státy) se nakonec stala v roce 1920 Malá dohoda. Stejně jako plán s koridorem se stal nereálným i další Československý požadavek přednesený na konferenci, a to snaha o začlenění německého území Lužice, obývané Lužickými Srby, do hranic Československa. I tento požadavek byl zamítnut, jelikož by Československo muselo spolu s Lužickými Srby pojmout i další desetitisíce německého obyvatelstva, které v Lužici žilo. Ohledně hranic vzniklého státu byl tedy názor spojenců, a především pak Francie, celkem jednoznačný – zachovat nově vzniklé Československo v historických hranicích tzv. zemí Svatováclavské koruny, Čech, Moravy a Slezska, k nimž bylo připojeno Slovensko a Podkarpatská Rus. Odmítnuta byla myšlenka na připojení německých oblastí Československa k Německu nebo Rakousku, jelikož by se tím Československo oslabilo. O hranicích nového státu tak rozhodly nejen důvody historické, ale také strategické, politické a ekonomické. Hranice Československa byly stanoveny na pařížské mírové konferenci a dalšími dokumenty:
- Hranici mezi Československem a Německem určila Versailleská smlouva z 28. 6. 1919, ve které Německo uznávalo nezávislost Československa,[21] odstupovalo mu jižní část hornoslezského okresu Ratiboř (Hlučínsko)[22] a zavazovalo se mu poskytnout na dobu 99 let svobodná pásma v přístavech Hamburk a Štětín.[23] V článku 86 se Československo zavázalo přijmout v budoucnosti případná opatření, která by vítězné mocnosti udělaly k ochraně menšin na jeho území.[24]
- Hranici mezi Československem a Rakouskem určila Saint-Germainská smlouva z 10. 9. 1919. Touto smlouvou byl formálně uznán vznik svrchované Československé republiky.[25] Rakousko uznávalo nezávislost a územní nedotknutelnost Československé republiky, zříkalo se územních nároků vůči Československu a odstupovalo Československu dolnorakouská území (Vitorazsko, Valticko a Dyjský trojúhelník).
- Hranice s Maďarskem byla určena Trianonskou smlouvou 4. 6. 1920.
- O Těšínsku, Oravě a Spiši rozhodla Rada vyslanců 28. 7. 1920.

Celá hranice Československa byla zdokumentována 10. srpna 1920 Sèvreskou smlouvou, která však nebyla ratifikována. Československo tak nakonec zdědilo 21 procent území zaniklého Rakousko-Uherska a žilo na něm 25 procent obyvatel této zaniklé monarchie.
29. února 1920 schválilo Národní shromáždění ústavu, která formálně prohlásila Československo za demokratickou republiku, v jejímž čele stojí prezident. Zákonodárnou moc vykonávalo Národní shromáždění, skládající se z poslanecké sněmovny a ze senátu.